# Анна фон Епщайн-Кьонигщайн
Анна фон Епщайн-Кьонигщайн (на немски: Anna von Eppstein-Königstein; * 1481 в Кьонигщайн; † 7 август 1538 в дворец Щолберг) е графиня от Епщайн-Кьонигщайн и чрез женитба графиня на Графство Щолберг, господарка на Вернигероде и Хонщайн.
Тя е дъщеря на граф Филип I фон Епщайн-Кьонигщайн († 1480/1481) и графиня Луиза де Ла Марк († 1524).

## Фамилия
Анна фон Епенщайн се омъжва на 24 август 1500 г. в Кьонигщайн за граф Бото III (VIII) фон Щолберг-Вернигероде (* 4 януари 1467; † 22 юни 1538). Те имат децата:
- Волфганг (1501 – 1552), женен I. 1541 г. за Доротея фон Регенщайн-Бланкенбург (1525 – 1545), дъщеря на граф Улрих X фон Регенщайн-Бланкенбург, II. 1546 g. за Геновефа фон Вид (ок. 1505 – 1556), дъщеря на граф Йохан III фон Вид
- Бото (1502 – 1503)
- Анна (1504 – 1574), 28. абатиса на манастир Кведлинбург
- Лудвиг (1505 – 1574), женен 1528 г. за Валпурга Йохана фон Вид (ок. 1505 – 1578), дъщеря на граф Йохан III фон Вид
- Юлиана фон Щолберг (1506 – 1580), омъжена I. 1523 г. за граф Филип II фон Ханау-Мюнценберг (1501 – 1529), II. 1531 г. за граф Вилхелм I „Богатия“ фон Насау-Диленбург (1487 – 1559)
- Мария фон Щолберг (1507 – 1571), омъжена за граф Куно II фон Лайнинген-Вестербург (1487 – 1547)
- Хайнрих X (1509 – 1572), граф на Щолберг-Вернигероде, женен ок. 1555 г. за Елизабет фон Глайхен-Рембда (1530 – 1578), дъщеря на граф Хектор I фон Глайхен-Рембда († 1548)
- Филип (1510 – 1529)
- Магдалена фон Щолберг (1511 – 1546), омъжена за граф Улрих X фон Регенщайн-Бланкенбург (1489 – 1551)
- Катарина фон Щолберг († 1577), омъжена за граф Албрехт фон Хенеберг-Шварца (ок. 1500 – 1549)
- Еберхард (1513 – 1526)
- Албрехт Георг (1516 – 1587), граф на Щолберг-Шварца
- Христоф I (1524 – 1581), граф на Щолберг-Гедерн